# Felipe Gonçalves

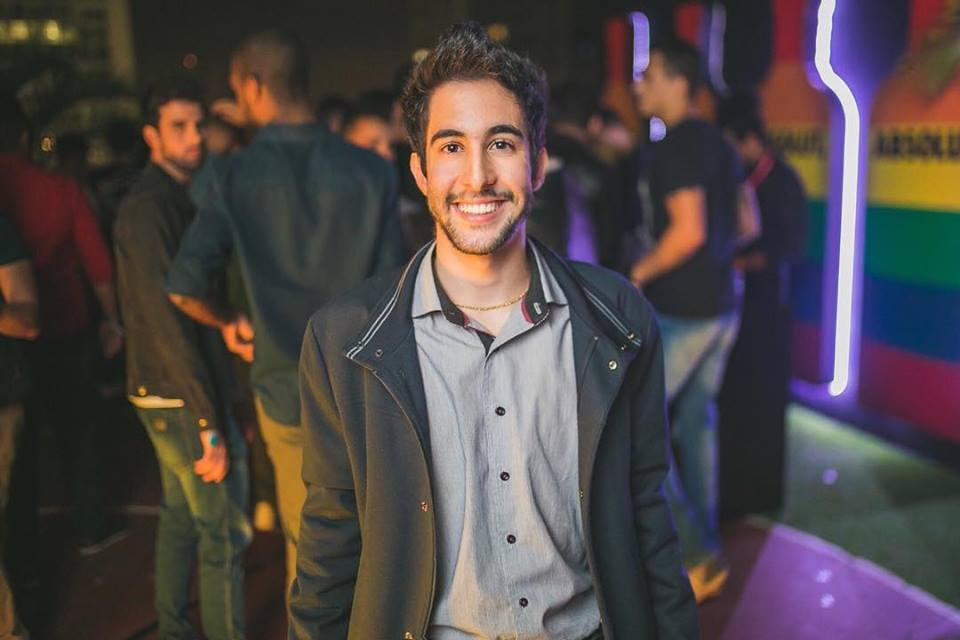
Felipe Gonçalves na festa beneficente Castro, no Air Rooftop, em São Paulo.

Felipe Gonçalves (Rio Claro, 8 de dezembro de 1995) é um jornalista, ator e entrevistador brasileiro. É mais conhecido por suas entrevistas com celebridades e personalidades da mídia. Entre os entrevistados destacam-se Anitta, Cláudia Abreu, Tiago Abravanel, Paulo Henrique Amorim, Rodrigo Lombardi, Tati Zaqui, Nany People, Maurício Meirelles, Ary Toledo, Regina Casé, Julio Rocha, Evandro Santo, Léo Áquilla e a atriz Narjara Turetta. 

## Carreira
Formado em jornalismo na Universidade Metodista de Piracicaba, o entrevistador já teve suas entrevistas veiculadas por grandes veículos nacionais como: UOL, iG, Portal Terra e TV Fama (Rede TV!). Também cursou Mídias Digitais e Relações Humanas na Faculdade Cásper Líbero e atualmente estuda Gestão de Comunicação e Marketing na Universidade de São Paulo. 
Na televisão, participou de programas de TV, comerciais, além de curta-metragens e clipe com a cantora Kelly Key, quando criança.. No teatro atuou em O Casamento Suspeitoso, obra de Ariano Suassuna  e na comédia musical Ópera do Malandro, de Chico Buarque.